# ناوچه آب‌خاکی کلاس-جی
ناوچه آب‌خاکی کلاس-جی (به انگلیسی: G-class landing craft) یک کلاس از کشتی است که طول آن ۸٫۲ متر (۲۷ فوت) می‌باشد.